# Cestrum salzmannii
Cestrum salzmannii är en potatisväxtart som beskrevs av Michel Félix Dunal. Cestrum salzmannii ingår i släktet Cestrum och familjen potatisväxter. Inga underarter finns listade i Catalogue of Life.